# Metropolia Cascavel
Metropolia Cascavel – metropolia Kościoła rzymskokatolickiego w Brazylii. Składa się z metropolitalnej archidiecezji toledańskiej i czterech diecezji. Została ustanowiona 16 października 1979 r. konstytucją apostolską Maiori Christifidelium papieża Jana Pawła II. Od 2007 r. godność metropolity sprawuje arcybiskup Mauro Aparecido dos Santos.
W skład metropolii wchodzą:
- archidiecezja Cascavel
- diecezja Foz do Iguaçu
- diecezja Palmas-Francisco Beltrão
- diecezja Toledo

Prowincja kościelna Cascavel wraz z metropoliami kurytybską, Londrina i Maringá tworzą region kościelny Południe 2 (Regional Sul 2), zwany też regionem Parana.

## Metropolici
- Armando Círio OSI (16 października 1979 - 27 grudnia 1995)
- Lúcio Ignácio Baumgaertner (27 grudnia 1995 - 31 października 2007)
- Mauro Aparecido dos Santos (31 października 2007 - 11 marca 2021)
- Adelar Baruffi (22 września 2021 - 12 lutego 2024)
- José Mário Angonese (od 2 maja 2024)